# Val Brembilla (comune)
Val Brembilla (Àl Brembila [albɾɛmˈbila] o Val Brembila [valbɾɛmˈbila] in dialetto bergamasco) è un comune italiano sparso di 4 122 abitanti della provincia di Bergamo in Lombardia. È situato in Val Brembilla, valle laterale della valle Brembana.
Insieme ai comuni di Sedrina e Zogno costituisce un Distretto del commercio.
È stato istituito dal consiglio regionale il 4 febbraio 2014, dalla fusione dei comuni di Brembilla e Gerosa. I comuni precedenti hanno risposto sì al referendum consultivo sulla fusione avvenuto il 1º dicembre 2013. Le prime elezioni comunali si sono tenute il 25 maggio 2014.

## Storia

### Simboli
Lo stemma e il gonfalone del comune di Val Brembilla sono stati concessi con decreto del presidente della Repubblica del 10 dicembre 2014.
Sono riuniti simboli ripresi dagli stemmi delle due comunità che hanno formato il comune: la croce per Gerosa e l'aquila per Brembilla. L'elemento comune era il bandato di azzurro e d'oro, particolarità diffusa in tutto il territorio della Val Brembilla.
Il gonfalone è un drappo partito di giallo e di rosso.

## Monumenti e luoghi d'interesse

### Chiesa di San Giovanni Battista
Situata nel centro del capoluogo, è la chiesa parrocchiale dedicata a san Giovanni Battista, è la più grande di tutto il comune ed è anche sede del vicariato locale di Brembilla-Zogno.

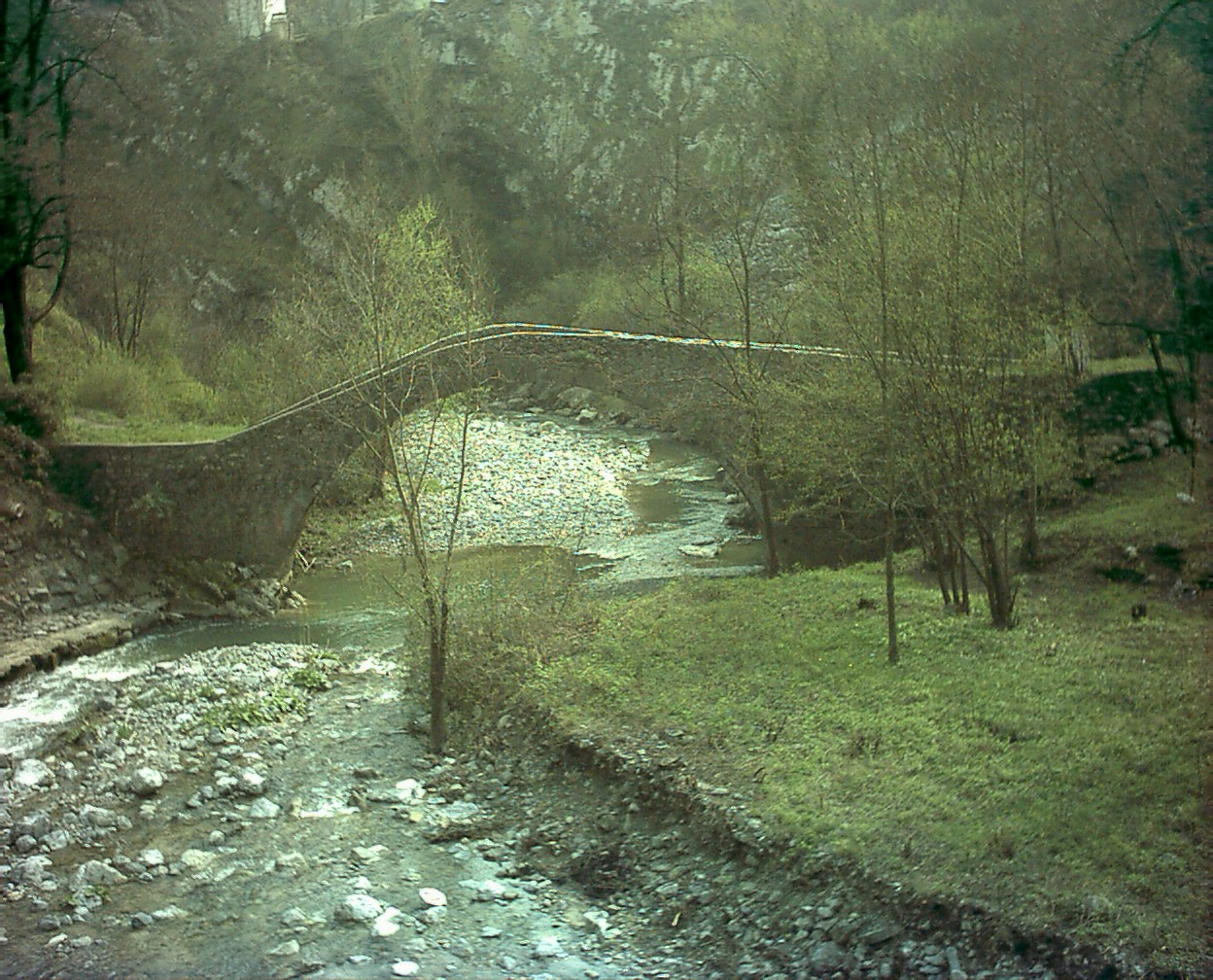
Ponte Cappello

### Ponte del Cappello
Il Ponte del Cappello è un antico ponte pedonale situato all'imbocco della valle.

### Museo della transumanza
Situato sulla via principale di Brembilla, è un museo che parla della storia del formaggio e della pastorizia bergamasca. L'edificio è in ristrutturazione, ed è ricavato dall'ex Bersaglio.

### Padiglione EXPO
Ex struttura di EXPO 2015 del Kuwait, è stata acquisita dall’amministrazione comunale alla fine della manifestazione e nel 2019 è stata ricostruita nell'ex piazzale comunale che è diventato l’area fiere e mercato.

## Società

### Evoluzione demografica
Abitanti censiti

## Geografia antropica

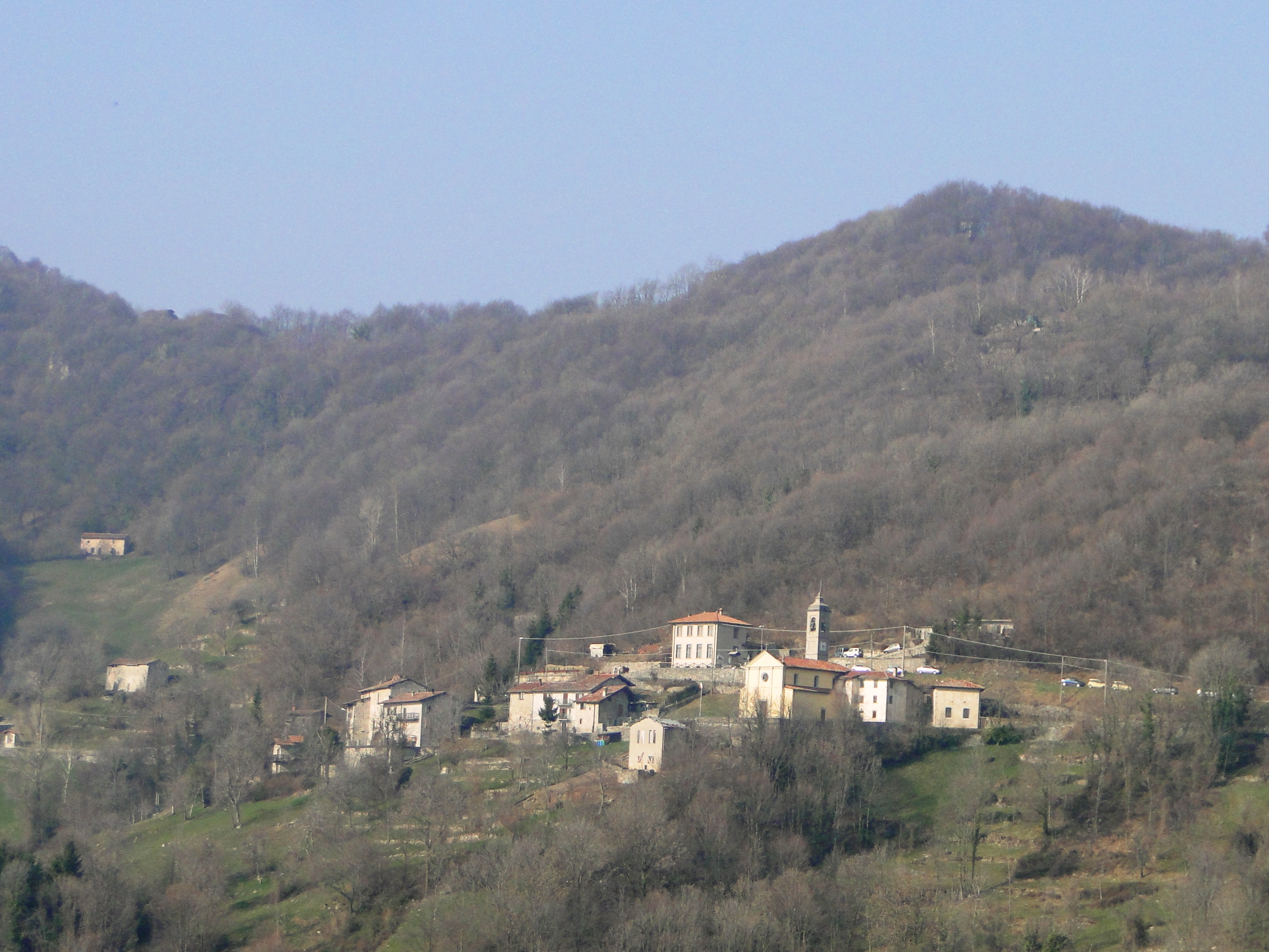
fraz. Catremerio

### Frazioni
La circoscrizione comunale è costituita dalla sede comunale Brembilla e dalle frazioni Cadelfoglia, Camorone, Catremerio, Cavaglia, Cerro, Gerosa, Laxolo, Malentrata, Sant' Antonio Abbandonato.
CatremerioInteressante per la struttura del borgo che, dopo recenti restauri, ha mantenuto l'anima rurale che l'ha contraddistinta nel corso dei secoli.
MalentrataÈ disposta con una struttura simile ad una fortezza, con le case arroccate ed unite tra loro e la tipica chiesetta settecentesca.
CavagliaConserva ancora le caratteristiche abitazioni in pietra e legno con le porte ad arco.
LaxoloÈ sorta sul terreno un tempo occupato da un lago, che si è poi prosciugato. Infatti, il nome della frazione, deriva da lac (lago) e solo (solitario).
Sant'Antonio abbandonatoDove sorge la chiesa parrocchiale di Sant'Antonio Abate. Il territorio ad est della chiesa confluisce nel comune di Zogno.

#### Cerro
Piccolo nugolo di case sparse in quattro contrade (Testi, Foppa, Rudino e Cà Donzelli)

#### Camorone
Nucleo raggiungibile dall'imbocco del paese giungendo da località Ponti. La parte antica è stata cancellata dalla frana del 28 novembre 2002.

## Infrastrutture e trasporti
Il comune era servito dalla stazione Ferroviaria di Brembilla - grotte posta sulla ferrovia della valle Brembana soppressa nel 1966.
Il comune è attraversato da tre strade provinciali. La SP 24 della valle Brembilla che porta in val Taleggio, dalla SP 32 Brembilla - Berbenno che la collega alla valle Imagna e all’ importante zona industriale di Laxolo e dalla SP 17 Ponte Giurino - Gerosa che collega l’alta valle con la valle Imagna (il tratto Blello - Gerosa è gestito dal comune).
Il trasporto pubblico è fornito da Arriva Italia s.r.l. sulle linee B10a e B00a nei centri abitati di Brembilla, Laxolo e Gerosa, mentre la frazione Sant’Antonio abbandonato è servita dalla linea B20b di Zani autoservizi.

## Amministrazione
| Durata mandato   | Primo cittadino    |
| ---------------- | ------------------ |
| 2024 - in carica | Marcello Carminati |
| 2014 - 2024      | Damiano Zambelli   |

### Gemellaggi
- Nantua, dal 2011

## Sport
Nel paese ci sono numerose società sportive. Vi è l'ASD Brembillese che gioca nello stadio Secomandi in località Piana. È presente anche una squadra di pallacanestro e pallavolo sotto la stessa società, la Polisportiva Brembilla. A livello ciclistico, degna di nota la presenza del Pedale Brembillese, squadra ciclistica sorta nel 1981 e che ad oggi è l'unica squadra ciclistica presente nell'intera Valle Brembana. Fra le varie associazioni sportive ci sono la società di pesca sportiva La Brembillese, il gruppo arrampicata Le Lucertole e varie società calcistiche di piccole dimensioni nei centri di Laxolo, Gerosa e Sant’Antonio.